# Волчек, Евгений Сергеевич
Евгений Волчек (бел. Яўген Ваўчок, род. 3 августа 1994 года) — белорусский спортсмен, выступающий в тайском боксе и кикбоксинге. Чемпион мира тайскому боксу среди любителей. Чемпион Европы по кикбоксингу. Мастер спорта международного класса по тайскому боксу и кикбоксингу.

## Спортивная карьера

### Ранние годы
Заниматься тайским боксом Евгений начал довольно поздно - в 16 лет. До этого он вообще не посещал никаких спортивных секций за исключением тренажерного зала. В сентябре 2012 года, в возрасте 17 лет по наставлению приятеля попал в группу тайского бокса к тренеру Ивану Павлючуку в клуб «Ivan’s gym». В 2014 году начал тренироваться в сборной клуба «Чинук», где помимо первого тренера стал заниматься под руководством Андрея Гридина. В данный момент тренируется под руководством двух этих тренеров в клубе «Gridin Gym» .

### Любительская карьера
Первый любительский турнир по тайскому боксу Евгений выиграл уже через год после начала тренировок - в 2013 году он стал победителем Кубка Беларуси (в 2014 и 2015 году он также занимал здесь первое место).
В 2014 году он завоевал золотую медаль на чемпионате мира по версии WKF в Таиланде, в 2015 году стал бронзовым призером чемпионата мира IFMA в Бангкоке .
2017 год был для него очень удачным: сначала он стал первым на открытом Кубке Балтии, а затем завоевал золото на чемпионате мира по тайскому боксу IFMA в Минске . Завершился год победой и завоеванием пояса чемпиона Кубка Европы по К-1 в октябре.
В начале 2018 года Волчек в статусе действующего чемпиона принял участие в чемпионате мира по тайскому боксу в Мексике, но уступил в стартовом поединке. Зато осенью он завоевал золото на чемпионате Европы по кикбоксингу WAKO , а также защитил титул чемпиона Кубка Европы.

### Профессиональная карьера
Выступать на профессиональном ринге Евгений начал параллельно с любительским. В декабре 2013 года он принял участие в турнире «Battle for Borisov 1» в Борисове, где уступил более опытному Артему Сосновскому .
После этого он три года не выступал по профессионалам и сосредоточился на любительской карьере. Вернулся в профессиональный спорт он в мае 2016 года - на турнире A1 он в пятираундовом поединке победил Дану Хромака.
После этой победы последовал череда из четырех поражений. В октябре 2016 года он уступил Адриану Валентину на турнире «Simply the best» в Словакии, затем - Майку Спранчу в Латвии на КОК. Третий проигрыш состоялся 1 января 2018 года в Китае в рамках турнира SEF от россиянина Алексея Дмитриева. В ноябре  того же года Евгений принимал отправился в Чехию на турнир Sou boj titanu, где встречался с местным бойцом Якубом Клаудой. Во втором раунде поединок остановили из-за рассечения у белорусского бойца.

## Титулы и достижения

### Любительский спорт
- 2013 Кубок РБ по кикбоксингу «WAKO»  86 кг
- 2014 Кубок РБ по кикбоксингу «WAKO»  86 кг
- 2014 Чемпионат мира по тайскому боксу WKF, Таиланд  86 кг
- 2015 Кубок РБ по кикбоксингу «WAKO»  86 кг
- 2015 Чемпионат мира по тайскому боксу, Таиланд «IFMA»  86 кг
- 2017 Чемпионат Беларуси по тайскому боксу «IFMA»  86 кг
- 2017 Чемпионат мира по тайскому боксу, Беларусь «IFMA»  86 кг
- 2017 Кубок Европы по К-1 «WAKO»  86 кг
- 2018 Чемпионат Беларуси по тайскому боксу «IFMA»  86 кг
- 2018 Чемпионат Европы по кикбоксингу, Словакия «WAKO»  86 кг
- 2018 Кубок Европы по К-1 «WAKO»  86 кг
- 2019 Чемпионат Беларуси по тайскому боксу «IFMA»  86 кг
- 2019 Чемпионат Беларуси по кикбоксингу боксу «IFMA»  91 кг